# Lendak
Lendak (in ungherese Lándok, in tedesco Landeck, in polacco Lendak) è un comune della Slovacchia facente parte del distretto di Kežmarok, nella regione di Prešov.